# Cum hoc ergo propter hoc
Cum hoc ergo propter hoc (en latín «con esto, por tanto a causa de esto») es una falacia que se comete al inferir que dos o más eventos están conectados causalmente porque se dan juntos. La falacia consiste en inferir que existe una relación causal entre dos o más eventos por haberse observado una correlación estadística entre ellos. Esta falacia muchas veces se expresa mediante la frase «correlación no implica causalidad».
En general, la falacia reside en que, dados dos eventos A y B, al descubrir una correlación estadística entre ambos, es un error inferir que A causa B sin antes considerar la validez de al menos una de las siguientes cuatro posibilidades:
1. Que B sea la causa de A.
2. Que haya un tercer factor desconocido que sea realmente la causa de la relación entre A y B.
3. Que la relación sea tan compleja y numerosa que los hechos sean simples coincidencias.
4. Se saca la conclusión de que B sea la causa de A y al mismo tiempo A sea la de B, es decir, que estén de acuerdo, que sea una relación sinérgica o simbiótica donde la unión cataliza los efectos que se observan.

## Ejemplos
Considérese el siguiente argumento:
1. Muchos consumidores de cannabis tienen problemas psiquiátricos, y mucha gente con problemas psiquiátricos consume cannabis.
2. Por lo tanto, el consumo de cannabis causa problemas psiquiátricos.

O estos otros:
1. Cuanto más rápido veo girar las aspas de los molinos, más viento parece hacer.
2. Por lo tanto, la velocidad de giro de las aspas influye en la cantidad de viento.

Aunque la conclusión pudiera ser verdadera, el argumento es falaz porque la mera correlación entre el consumo de cannabis y problemas psiquiátricos no puede garantizar una relación de causa y efecto. Podría ser que el consumo de cannabis causara problemas psiquiátricos, pero también podría ser que los problemas psiquiátricos causaran el consumo de cannabis, o que ambos factores fueran causados por un tercero, por ejemplo la televisión; o bien, que ambos eventos no tuvieran relación alguna, que fuese pura casualidad. Asumir que tal cosa causa tal otra puede ser tentador, pero se necesita más información, además de la correlación estadística, para inferir correctamente que hay una relación causal entre un evento y otro.
En 1999, la revista Nature publicó un estudio del centro médico de la Universidad de Pensilvania que concluía que los niños que duermen con la luz encendida son más propensos a desarrollar miopía en la edad adulta. Sin embargo, un posterior estudio de la Universidad Estatal de Ohio no encontró ninguna relación causal entre el hecho de que los niños duerman con la luz encendida y el desarrollo de miopía, pero sí se encontró una fuerte relación entre la miopía de los padres y el desarrollo en los niños de este defecto, y también observó que los padres miopes tenían mayor tendencia a dejar las luces encendidas en las habitaciones de sus hijos.

## Falacia de dirección incorrecta (causalidad inversa)
Se llama falacia de dirección incorrecta o causalidad inversa a un tipo específico de la falacia cum hoc ergo propter hoc que se comete cuando se infiere una relación causal entre dos eventos correlacionados, y resulta que el efecto fue tomado por la causa, y la causa por el efecto. Es decir, dados dos eventos A y B que se presentan siempre juntos, si se infiere que A es causa de B, cuando en realidad B es causa de A, se comete una falacia de dirección incorrecta o de causalidad inversa.
Un ejemplo histórico es el siguiente: para explicar la alta correlación entre el cáncer y el tabaco, las compañías tabacaleras sugirieron que el cáncer hacía que la gente fumara para aliviar los dolores.
Otro ejemplo es que la gente de la Edad Media pensaba que los piojos eran buenos porque no se veían en la gente enferma. Los piojos en realidad pueden provocar enfermedades y la razón por la cual no se vieran cuando la enfermedad era visible era que los piojos son muy sensibles a la fiebre o las altas temperaturas.

## Determinación de la causalidad
El filósofo escocés David Hume argumentó que la relación causal entre dos eventos no puede ser percibida, y en cambio solo se puede percibir correlación. Sin embargo, es posible realizar experimentos para descartar falsas causas.
En primer lugar, para establecer que un evento A es causa de otro evento B, A tiene que suceder antes que B, o al menos comenzar antes que B. De lo contrario habría una retrocausalidad, cuya posibilidad es controvertida.
En segundo lugar, un requisito importante es la presencia de un mecanismo ya conocido que pueda explicar cómo el evento A causa el evento B. Por ejemplo, si se sugiere que la sequía causa el aumento de precios en los alimentos, pues la sequía y el aumento de precios en los alimentos siempre vienen juntos, podría argumentarse en favor de esto señalando que es un caso especial del mecanismo de oferta y demanda que opera en los mercados.
Sin embargo este premisa cae en la falacia de inferir justamente la causa acotando el modelo de la realidad de tal forma que se perciba un supuesto mecanismo.
La prueba además de A suceda antes que B es que si no sucede B entonces no sucede A, también conocido como contra-reciproco.
En el ejemplo de la sequía se tendría que cumplir que si NO hay aumento de precios entonces NO hay sequía.
Si sucede que No hay aumento de precios pero hay sequía la relación de A como causa de B es descartada.
Aunque no se debe concluir prematuramente que dos eventos correlacionados están ligados causalmente, una correlación puede ser un buen indicador de una relación causal; la correlación puede ser condición necesaria de causalidad, pero no condición suficiente. El filósofo Hans Reichenbach sugirió el principio de causa común, que básicamente afirma que las correlaciones fuertes tienen explicaciones causales, y que si no hay un camino causal de A a B (o al revés), entonces debe haber una causa común, aunque quizás sea remota. El principio de Reichenbach está estrechamente unido a la cadena de Markov usada en redes bayesianas. La teoría propone condiciones bajo las cuales se puede deducir una estructura causal, cuando se tiene no solo correlaciones, sino también correlaciones parciales.